# Grupo Meio
Grupo Meio é um conglomerado de mídia sediado em Teresina, capital do estado do Piauí. O grupo foi formado no início da década de 1990 pelo empresário Paulo Guimarães a partir de sua aquisição de veículos controlados pela família do jornalista Hélder Feitosa, assassinado em 1987, que se juntaram ao rádio e à TV que o empresário já detinha em Timon, cidade vizinha no estado do Maranhão.
Em 22 de março de 2024, o conglomerado passou por um rebranding e passou a se chamar Grupo Meio.